# Neue Zürcher Zeitung

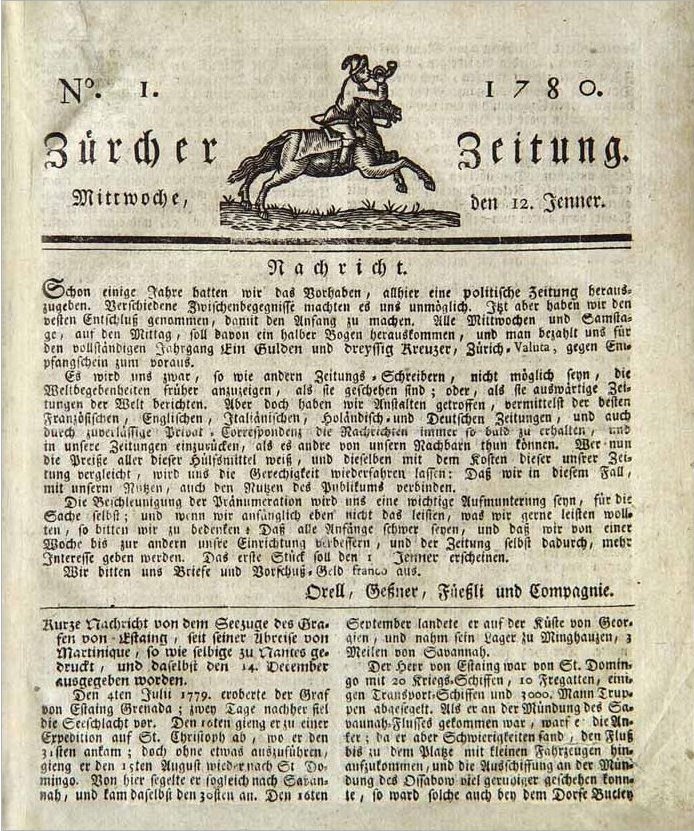
A lap első száma

A Neue Zürcher Zeitung (rövidítése NZZ) azaz Új Zürichi Újság svájci napilap és egyben vállalat. Salomon Gessner volt a lap alapítója, az első kiadás 1780. január 12-én jelent meg, ekkor még Zürcher Zeitung (Zürichi Újság) néven. A lap 1821 óta viseli a Neue Zürcher Zeitung nevet. 1868 részvénytársasággá alakult, ez a mai napig az újság kiadója. Az 1400 részvényes közül senkinek nincs a részvények több mint egy százaléka a kezében. A Neue Zürcher Zeitung az 1703-ban alapított Wiener Zeitung és az 1743-ban alapított Bremer Nachrichten mellett az egyik legrégibb máig megjelenő német nyelvű napilap. A Neue Zürcher Zeitung ma majdnem 160 ezer példányszámban jelenik meg, ebből 143 009 példányszámot igazol a WEMF. Nemzetközi kiadását többek között Németországban és Ausztriában is sokan olvassák. Rendkívül jó a híre, a gazdasági rész mellett ehhez hozzájárul az alapos külföldi híradás széles körű tudósítói hálózata. Nagy tiszteletnek örvendett mindig is a kultúra rovat, amely a nemzetközi művészettel kapcsolatos hírekről terjedelmesen beszámol. Politikailag az NZZ közel áll a svájci Freisinnig-Demokratische Partei liberális párthoz (Szabadelvű Demokrata Párt); szabad polgári nézeteket vall. Az FDP elnökének mindig is volt üléshelye az újság igazgatósági tanácsában. Kritikusai gyakran az újság szemére vetik, hogy közel áll az FDP-hez olyan témákban, amelyek Svájcról szólnak. A Neue Zürcher Zeitung az új német helyesírás egy saját maga által kreált verzióját alkalmazza. Például a platzieren (elhelyez) ige írása náluk placieren. Helyesírásuk vezérfonala az NZZ Libro gondozásában megjelent NZZ-Vademecum. Az NZZ Svájcban szokásos újságformátumban jelenik meg, amelyet Németországban alkalomadtán eleve NZZ-formátumként «Format NZZ» jelölnek. Az újságnak minden hónap első hétfői kiadásában van egy melléklete NZZ Folio címmel, amely mindig egy adott témával foglalkozik. Mint minden más svájci újság esetében az NZZ mellékletét is sokkal többen olvassák, mint magát az újságot. Az újság 308 000 olvasójával szemben nem kevesebb mint 674 000 olvasó forgatja a mellékletet. A Neue Zürcher Zeitung 1979-ben Erasmus-díjat kapott.

## Külső hivatkozások
- Az NZZ honlapja
- Az NZZ kiadójának a honlapja
- «Interaktív utazás», az NZZ története